# 전선 지중화

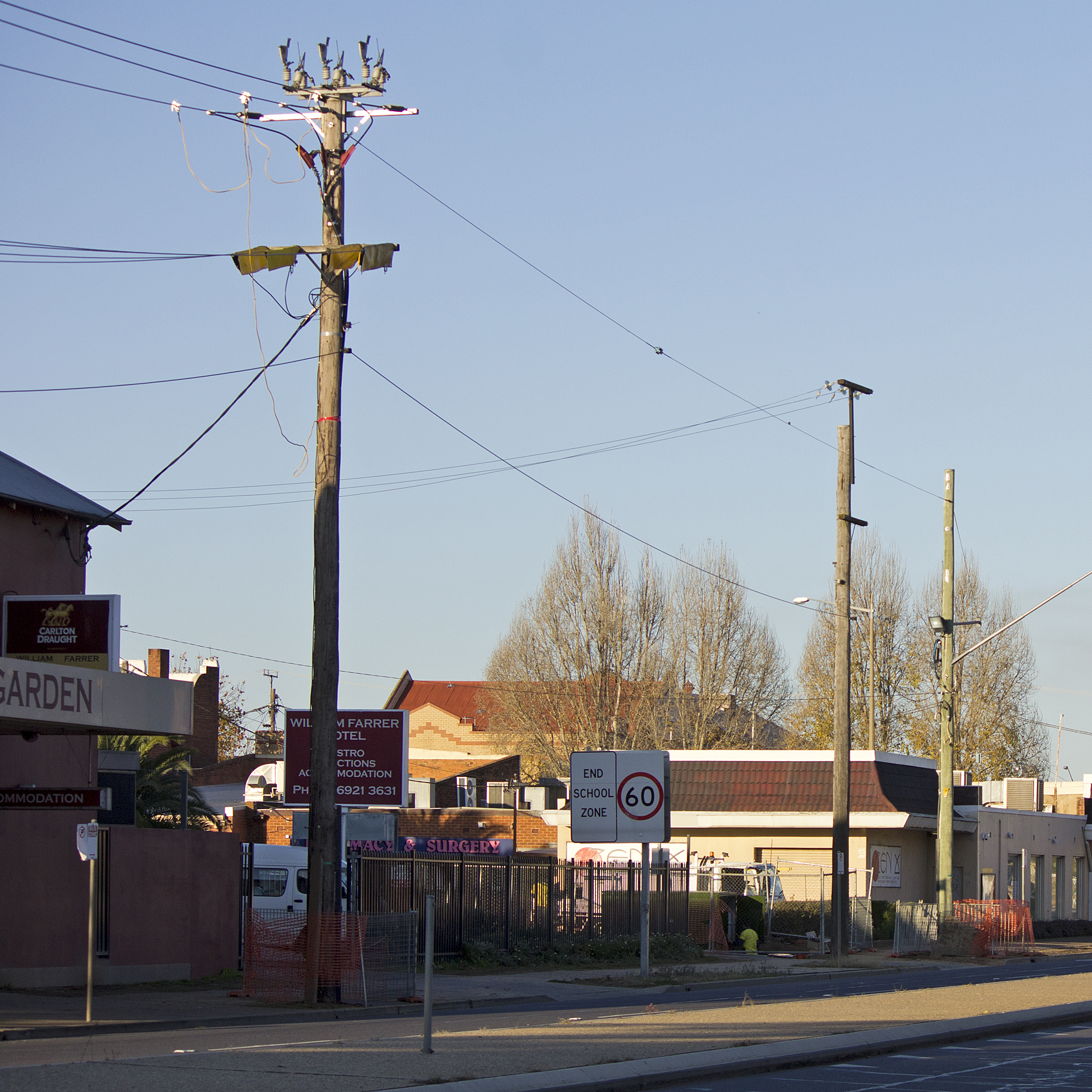
오스트레일리아 와가 와가에서의 오버헤드 전력선의 지중화.

전선 지중화(電線地中化) 또는 언더그라운딩(undergrounding)은 전력이나 전기 통신을 제공하는 오버헤드 케이블을 지하 케이블로 대체하는 작업이다. 
이는 전선이 일반적으로 강풍의 뇌우나 강설, 빙설 폭풍 중에 발생될 수 있는 정전에 덜 취약하게끔 만들기 위해, 또 화재를 예방하기 위해 보통 수행된다. 
지중화를 통한 그 밖의 장점으로는 전선이 없어 주변 미관이 개선된다는 것이다. 
지중화는 송전의 초기 비용을 증가킬 수 있으나 케이블의 수명 대비 운영비를 줄일 수 있다.

## 역사
지중화의 최초 사례는 광산 폭발물 폭파, 해저 전신 케이블에 기초를 두었다. 
전기 케이블은 1812년 광산 폭발물 폭파를 위해, 또 1850년에 영국 해협을 거쳐 전신 신호를 전달하기 위해 사용되었다.

## 같이 보기
- 송전선